# Korthalsella articulata
Korthalsella articulata là một loài thực vật có hoa trong họ Santalaceae. Loài này được (Burm. f.) Laing mô tả khoa học đầu tiên năm 1914.